# Otočić Čerigul
Otočić Čerigul är en ö i Kroatien.   Den ligger i länet Šibenik-Knins län, i den södra delen av landet, 230 km söder om huvudstaden Zagreb.
Terrängen på Otočić Čerigul är varierad. Öns högsta punkt är 3 meter över havet. 